# Mazsalacas pagasts
Mazsalacas pagasts er en territorial enhed i Mazsalacas novads i Letland. Pagasten havde 679 indbyggere i 2010 og omfatter et areal på 70,10 kvadratkilometer. Hovedbyen i pagasten er Mazsalaca.
Mazsalacas pagasts, som indtil 1925 hed Valtenberģu pagasts, udgjorde i 1935 et areal på 169 kvadratkilometer, og var en del af Valmieras apriņķis. I 1945 oprettedes Mazsalaca, Ramata og Silzemnieks landsbyråd, mens pagasten nedlagdes i 1949. I 1954 sammenlagdes landsbyerne Mazsalaca og Silzemnieks, og i oktober samme år med Mazsalaca by, hvorved Mazsalacas pilsētas lauku teritoriju (Mazsalaca bys landterritorie) oprettedes. I 2009 blev Mazsalaca sammen med landterritoriet underlagt Mazsalacas novads, hvor landterritoriet underlagdes som et særskilt administrativt område. Den 28. januar 2010 fik landterritoriet navnet Mazsalacas pagasts.

## Kendte indbyggere
- Konstantīns Pēkšēns – arkitekt